# Renville (Minnesota)
Pour les articles homonymes, voir Renville.
Renville est une ville américaine située dans le Comté de Renville, dans le Minnesota. Selon le recensement de 2010, sa population est de 1 287 habitants.